# Jordi Masó
Jordi Masó Ribas (ur. 19 września 1992 w Banyoles) – hiszpański piłkarz występujący na pozycji obrońcy w UE Llagostera.

## Statystyki klubowe
| Sezon   | Klub           | Kraj      | Liga               | Mecze | Bramki | Puchary Krajowe | Mecze | Bramki |
| ------- | -------------- | --------- | ------------------ | ----- | ------ | --------------- | ----- | ------ |
| 2009/10 | Girona FC      | Hiszpania | Segunda División B | 1     | 0      | -               | -     | -      |
| 2010/11 | FC Barcelona B | Hiszpania | Segunda División B | 1     | 0      | -               | -     | -      |
| 2011/12 | UE Llagostera  | Hiszpania | Segunda División B | 26    | 0      | Puchar Króla    | 2     | 0      |
| 2012/13 | UE Llagostera  | Hiszpania | Segunda División B | 28    | 0      | Puchar Króla    | 2     | 0      |
| 2013/14 | UE Llagostera  | Hiszpania | Segunda División B | 40    | 1      | -               | -     | -      |
| 2014/15 | UE Llagostera  | Hiszpania | Segunda División   | 28    | 1      | Puchar Króla    | 1     | 0      |
| 2015/16 | UE Llagostera  | Hiszpania | Segunda División   | 30    | 0      | Puchar Króla    | 2     | 0      |

Stan na: 3 czerwca 2016 r.